# Laforey (Schiff, 1941)
HMS Laforey (G99) war einer der acht Zerstörer der am 31. März 1938 bestellten L-Klasse der Royal Navy.
Der Zerstörer wurde als Flottillenführer der Klasse im August 1942 von der Bauwerft Yarrows abgeliefert. Er wurde als sechstes Schiff der neuen L-Klasse fertiggestellt und war mit den für die Klasse neuentwickelten Doppellafetten mit neuen 120-mm-Geschützen ausgerüstet, die als Seeziel- und Fliegerabwehrgeschütze eingesetzt werden konnten.
Die Laforey wurde im Zweiten Weltkrieg mit den Battle Honours Malta Convoys 1942, Atlantic 1942, Diego Suarez 1942, Sicily 1943, Salerno 1943, Mediterranean 1943-44 und Anzio 1944 ausgezeichnet.
Am 30. März 1944 wurde der Zerstörer im Mittelmeer etwa 60 sm nordöstlich von Palermo durch das deutsche U-Boot U 223 auf 38° 54′ 0″ N, 14° 18′ 0″ O versenkt. Beim Untergang der Laforey verloren 182 Besatzungsmitglieder ihr Leben.

## Geschichte des Zerstörers
HMS Laforey wurde mit dem Schwesterschiff Lance am 31. März 1938 bei Yarrow Shipbuilders in Glasgow-Scotstoun in Auftrag gegeben. Die Kiellegung der Neubauten mit den Baunummern 1719/1720 erfolgte am 1. März 1939 drei Monate später als bei den sechs anderen Schiffen der Klasse. Die Lance lief am 28. November 1940 vom Stapel, Laforey folgte erst am 15. Februar 1941.

Der Neubau war das zweite Schiff der Royal Navy, das nach Sir Francis Laforey (1767–1835), dem Kommandanten des Linienschiffs Spartiate 1805 in der Seeschlacht bei Trafalgar und späteren Admiral benannt wurde. Der erste Namensträger war ein 1912 bis 1914 bei Fairfields gebauter Zerstörer, der noch als Florizel vom Stapel lief. Als die Admiralität 1913 für alle Klassen Buchstaben vergab, gehörte er zur noch im Bau befindlichen L-Klasse, die dann alle mit „L“ beginnende Namen erhielten. Umbenannt in Laforey wurde der Zerstörer Namensgeber der Klasse. 1917 sank die erste Laforey im Kanal, als sie auf eine britische Mine lief.

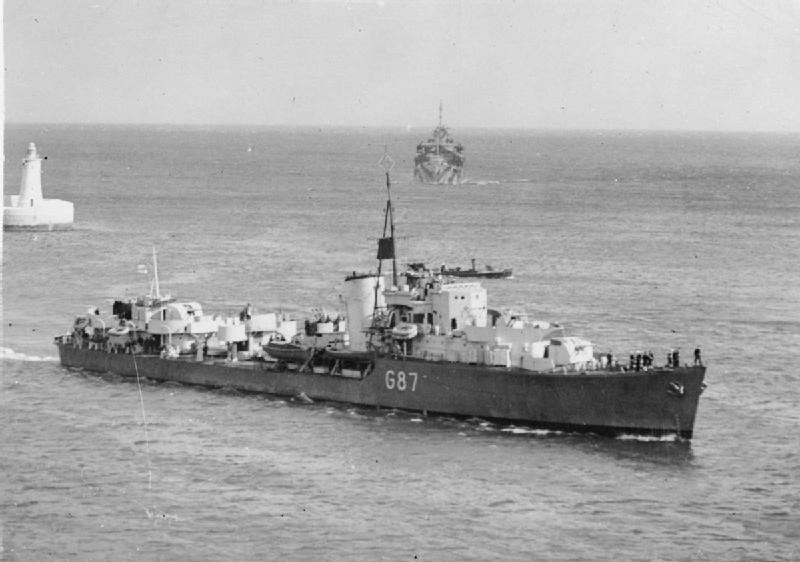
Die gleichzeitig bei Yarrows gebaute Lance mit den 102 mm-Zwillingen

Am 26. August 1941 wurde der neue Flottillenführer Laforey, drei Monate nach der auf vier 102-mm-Mk.XVI-Zwillingsgeschütze umgerüsteten Lance, als sechstes Schiff der L-Klasse in Dienst gestellt.
Bei ihrer Fertigstellung führte die Laforey neben den drei für die Klasse neuentwickelten Doppellafetten mit 120 mm-L/50 Kanonen auch noch eine 102 mm-L/45-Mk.V-Flak an Stelle des ursprünglich vorgesehenen hinteren Torpedorohrsatzes. Dieser Einbau erfolgte auch auf den anderen elf Zerstörern der L- und M-Klasse mit den neuen 120 mm-Zwillingsgeschützen, da die Admiralität weiterhin die hinreichende Ausstattung der Zerstörer zur Abwehr von Luftangriffen auf Flottenverbände bezweifelte. Für die Nahbereichsflugabwehr verfügte die Laforey über eine Vierlings-2 pdr-40 mm-Pompom hinter dem Schornstein, zwei einzelne 20-mm-Oerlikon-Maschinenkanonen sowie zwei schwere Vierlings- und zwei Zwillings-12,7 mm-Vickers-Maschinengewehre. Dazu kam noch ein Vierlings-21-Zoll-(533-mm)-Torpedorohrsatz (statt der ursprünglich geplanten zwei Fünffachsätze) und 45 Wasserbomben.
Die Maschinengewehre wurden 1942 durch vier weitere Oerlikon-Kanonen ersetzt. 1943 wurden vier der sechs vorhandenen einzelnen Oerlikons durch Zwillingsgeschütze ersetzt.

### Einsatzgeschichte
Nach Durchführung der Abnahmetests verlegte die Laforey nach Scapa Flow zur Home Fleet, um ihre Besatzung auszubilden und das Schiff einzufahren. Schon Anfang September wurde sie Flottillenführer der 19th Destroyer Flotilla und begleitete Mitte September mit zwei Schlachtschiffen, vier Kreuzern und fünf weiteren Zerstörern, darunter das Schwesterschiff Lightning, einen Sondertransport nach Gibraltar, der letztlich für Malta bestimmt war. Am 24. September verließ dann der „Versorgungskonvoi GM.2“ Gibraltar mit neun Transportern, zu dessen Schutz zwei Deckungsgruppen in See gingen mit dem Flugzeugträger Ark Royal, drei Schlachtschiffen, fünf Kreuzern, Laforey und fünfzehn weiteren Zerstörern, darunter die Schwesterschiffe Lightning, Gurkha(begonnen als Larne), Legion, Lance, Lively, sowie zwei Hunt-Zerstörern (Operation Halberd). Laforey und Lightning sicherten auf dem Marsch ins Mittelmeer vorrangig den Träger; dabei wurde Laforey erfolglos von einem italienischen Torpedobomber angegriffen. Am Abend des 27. gehörte die Laforey zu dem Teil der Flotte, der den Konvoi bis nach Malta geleiteten sollte und als „Force X“ bezeichnet wurde. Zu ihm gehörten noch die Zerstörer Cossack, Zulu, Foresight, Forester, Fury und Oribi*, die Hunt-Zerstörer Farndale und Heythrop sowie die Kreuzer Edinburgh*, Euryalus*, Hermione und Sheffield* während die restlichen Einheiten westlich der Straße von Sizilien zurückblieben.
Am 28. September erreichten acht Transporter Malta und die Force X lief nach Westen zurück.
Die in der „Operation Halberd“ eingesetzten Verbände trafen in der Nacht zum 1. Oktober wieder in Gibraltar ein. Das von der Home Fleet für diese Operation abgeordnete und mit dem Versorgungsgeleit verlegte Schlachtschiff Prince of Wales verließ am Abend Gibraltar, um zur Home Fleet nach Scapa Flow zurückzukehren. Es wurde von den Zerstörern Laforey, Lightning, Lively und Oribi als Sicherungschirm begleitet, von denen Lively unterwegs entlassen wurde und nach Gibraltar zurückkehrte. Der Verband erreichte am 6. Oktober Scapa Flow.
Vom 25. bis 29. Oktober 1941 verlegten die zur Force H versetzten Laforey und Lightning  nach Gibraltar. Dort wurden die Zerstörer sowohl in der Konvoisicherung von Gibraltar bis in die Biskaya und umgedreht, als auch in der Sicherung von Einheiten der Force H im Mittelmeer eingesetzt, insbesondere wenn Träger Jagdflugzeuge nach Malta einflogen. 

So begleitete die Laforey mit den sechs Zerstörern Lightning, Gurkha, Legion, Sikh, Zulu und die niederländische Isaac Sweers ab dem 10. November 1941 die Flugzeugträger Ark Royal und Argus, das Schlachtschiff Malaya, die Hermione ins westliche Mittelmeer, wo von den Trägern 37 Hurricane-Jäger nach Malta starteten. Auf dem Rückmarsch von der planmäßig durchgeführten Operation griffen am 13. November U-Boote den Verband an und U 81 (Kapitänleutnant Guggenberger) torpedierte die Ark Royal, die am nächsten Tag im Schlepp nach Rettung der Besatzung noch 25 sm vor Gibraltar sank. Legion hatte am 13. schon kurz nach dem Treffer den größten Teil der Besatzung des Trägers übernommen. Laforey hatte den Träger, dessen eigene Maschinen zeitweise völlig ausgefallen waren, bis kurz vor dem Untergang mit Strom und einer Kesselwasserleitung für die wieder in Gang gekommenen Antriebsmaschinen versorgt.
Nach der Rückkehr nahmen die in Gibraltar stationierten Zerstörer ihre Routineeinsätze bei der Force H wieder auf.

#### 1942
Im Januar 1942 bildete die Laforey mit den Zerstörern Hesperus, Westcott (auf dem ein Hedgehog-Werfer getestet wurde) und der Croome der Hunt-Klasse eine neue U-Jagdgruppe bei der Force H, die bei Bedarf Konvois unterstützte, in der Regel aber verhindern sollte, das feindliche U-Boote die Straße von Gibraltar passierten.
Bei der Verteidigung des Konvois SL 97 unterstützte Laforey am 15.(18.?) Januar die Hesperus bei der Versenkung des deutschen U-Boots U 93; 41 Mann der schiffbrüchigen Besatzung konnten gefangen genommen werden.
Ende Februar war die Laforey an einem Versuch der Force H beteiligt, bei dem Jagdflugzeuge von den Flugzeugträgern Argus und Eagle nach Malta überführt werden sollten, der südlich der Balearen wegen Problemen mit den zusätzlichen Treibstofftanks der Flugzeuge für den Überführungsflug abgebrochen wurde.

Bei der Wiederholung dieses Vorhabens Anfang März starteten südlich der Balearen fünfzehn Spitfire-Jäger von den Trägern nach Malta und erreichten die Insel. Die Sicherung der beiden Träger bestand aus dem Schlachtschiff Malaya, dem Kreuzer Hermione und den Zerstörern Lightning, Active, Anthony, Whitehall und Wishart neben der Laforey sowie drei Hunt-Geleitzerstörern.

Ein am 20. März begonnener ähnlicher Einsatz, bei dem die Duncan die Lightning ersetzte, wurde am 23. nach einem italienischen U-Boot-Angriff und wegen schlechter Wetterbedingungen abgebrochen. Das Unternehmen wurde vom 27. bis 30. März mit der gleichen Zusammensetzung wiederholt und 16 Spitfire-Jäger erreichten Malta.
Danach wurde die Laforey mit anderen Einheiten der Force H dem Verband zugeteilt, der den vichy-treuen französischen Flottenstützpunkt Diego Suarez besetzen sollte Operation Ironclad.
Sie verließ dazu am 1. April Gibraltar zusammen mit Malaya, Hermione, Lightning, Lookout und Duncan Richtung Freetown.
Der Marsch nach Südafrika erfolgte als Sicherung des Truppengeleits WS 17, aber auch in Kriegsschiffsgruppen. Zum Auftanken und Versorgen lief der Zerstörer nach Freetown auch noch St. Helena, Kapstadt und Durban an, das dann am 28. April zum Angriff auf die von Vichy-Frankreich beherrschte Insel verlassen wurde.

Die Landung der britischen Truppen erfolgte am 4. Mai nahe dem französischen Flottenstützpunkt Diego Suarez. Die Invasionsflotte bestand neben den Landungsschiffen und Transportern aus dem Schweren Kreuzer Devonshire, elf Zerstörern – darunter Laforey und ihre Schwestern Lightning und Lookout-, acht Korvetten der Flower-Klasse und vier Minensuchern.
Laforey hatte mit Anthony die Anmarschwege der Landungsschiffe markiert, leistete bei der Landung Artillerieunterstützung und setzte am 5. Mai zusammen mit Flugzeugen der Indomitable das letzte Überwasserkriegsschiff der Franzosen, den Aviso D'Entrecasteaux, außer Gefecht. Das sinkende Schiff wurde von den Verteidigern auf Grund gesetzt.
Auch nach der Kapitulation von Diego Suarez verblieb die Laforey im Seegebiet um Madagaskar, suchte nach feindlichen U-Booten und unterstützte die weitere Besetzung der Insel. Ende Mai verlegte sie dann mit Lightning und Lookout über die Seychellen zur Eastern Fleet nach Colombo.
Im Juni war sie als Sicherungszerstörer an einigen Vorstößen der Eastern Fleet u. a. mit den Trägern Illustrious und Indomitable  beteiligt. Ende Juli kehrte der Zerstörer wieder an die ostafrikanische Küste zurück, um ab Mombasa mit den vorgenannten Schwesterschiffen die Sicherung des Trägers Indomitable zu bilden, der für eine neue Versorgungsoperation des heftig bedrängten Malta benötigt wurde. Über Durban, Kapstadt und Pointe-Noire (Belgisch-Kongo) marschierte der Verband bis zum 28. Juli nach Freetown, wo der Flakkreuzer Phoebe den Verband verstärkte.
Am 5. August nahm der Verband westlich von Gibraltar an einer Übung teil, um Taktiken und Manöver zur Verteidigung des geplanten Malta-Konvois zu üben. Neben einigen Handelsschiffen nahmen insgesamt vier Träger, drei Kreuzer und zehn Zerstörer an dieser Übung teil (Exercise Berserk).
Am 10. begann die Operation Pedestal, als der Konvoi WS.21 mit dreizehn Transportern und einem Tanker Gibraltar verließ. Die Nahsicherung übernahmen drei leichte Kreuzer, ein alter Flakkreuzer, sieben Zerstörer und vier Geleitzerstörer. Dazu marschierte eine Deckungsgruppe mit zwei Schlachtschiffen, drei weiteren Kreuzern, zwölf Zerstörern, darunter Laforey, Lightning und Lookout und zwei Geleitzerstörern ins westliche Mittelmeer. In Erwartung eines derartigen Versorgungsversuchs standen zwei Unterseebootsgruppen mit achtzehn italienischen und drei deutschen Booten in der erwarteten Anmarschroute. Unbemerkt von den feindlichen U-Booten tankten am frühen Morgen des 11. August 26 Zerstörer und drei Kreuzer aus zwei vorgeschickten Tankern vor der algerischen Küste, da Malta wegen seiner schwindenden Ölvorräte diese Aufgabe nicht mehr leisten konnte. Gedeckt durch den Konvoi sollte der alte Träger Furious 38 Spitfires nach Malta überführen (Operation Bellows) und begann mit deren Start kurz nach Mittag, als die Entfernung nach Malta auf unter 1100 km gesunken war. Laforey, Lightning und Lookout sicherten die zurückbleibende Furious während dieser Starts. Der Gesamtverband war inzwischen von U-Booten erkannt worden und hatte in der Luft einen deutschen Fühlungshalter, der von den Trägerflugzeugen nicht erreicht werden konnte.

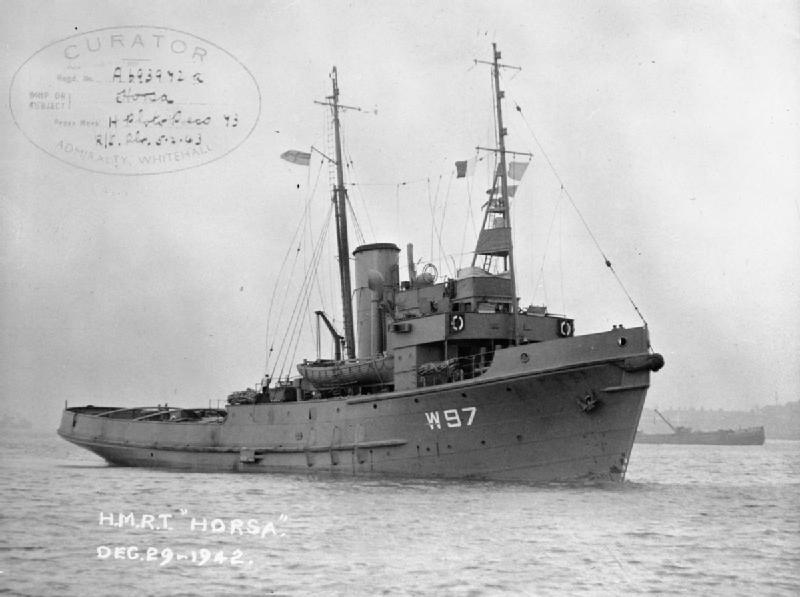
Ein Schlepper der Assurance-Klasse wie Jaunty

45 Minuten nach Beginn der Überführungsflüge von der Furious konnte das seit Stunden getaucht im Konvoi laufende deutsche U-Boot U 73 unter Kapitänleutnant Helmut Rosenbaum sich dem Träger Eagle nähern und aus kurzer Distanz mit einem Vierfachfächer treffen. Die von vier Torpedos getroffene Eagle sank innerhalb von acht Minuten. Ihr Verlust schwächte die Luftsicherung des Verbandes erheblich, da mit ihr auch zwölf Sea Hurricanes verloren gingen. Der sie begleitende Kreuzer Charybdis versuchte vergeblich den Angreifer zu stellen. Die von der nahen Furious zur Hilfe eilenden Zerstörer Laforey, Lightning und Lookout und der zur Unterstützung gekommene Bergungsschlepper Jaunty konnten noch 927 Überlebende retten. Die Schiffbrüchigen wurden dann an mit der Furious planmäßig zurückmarschierende Reserve-Einheiten, wie die Keppel, abgegeben.
Die drei Zerstörer der L-Klasse blieben beim Deckungsverband, der seit 11. abends Ziel von Luftangriffen war und sicherten die beiden verbliebenen Träger Indomitable und Victorious. Am 12. greifen deutsche und italienische Flugzeuge den britischen Verband mehrfach an und zwei italienische Re.2001-Jagdbomber trafen die Victorious mit panzerbrechenden Bomben, die aber vom Flugdeck abprallten. Am Spätnachmittag griffen von 29 Ju 87-Sturzkampfbomber der I./StG.3 die Indomitable erfolgreicher an. Bei vier Verlusten im Abwehrfeuer der britischen Einheiten konnten sie drei schwere Treffer auf dem Träger erzielen, der für den Flugbetrieb ausfiel. Am 13. bildete Laforey mit Lightning, Lookout und der Quentin sowie dem Kreuzer Phoebe die Sicherung des letzten verbliebenen Trägers Victorious westlich der Straße von Sizilien, die als Force Z auf den Rückmarsch der beim Konvoi bis Malta verbliebenen Einheiten wartete, mit denen dann am 14. der Rückmarsch nach Gibraltar angetreten wurde.
- siehe auch Operation Pedestal

Betankt und versorgt nahmen Laforey, Lightning und Lookout zusammen mit dem Flakkreuzer Charybdis und den weiteren Zerstörern Antelope, Wishart, Malcolm , Keppel, Eskimo. Somali, Venomous sowie den Hunt-Zerstörern Derwent und Bicester ab dem 16. bis zum 21. an einer weiteren Flugzeugüberführung der Furious nach Malta (Operation Baritone) teil, bei der 29 der nach Malta gestarteten 32 Spitfires die Insel erreichten.
Am 12. September verließ die Laforey Gibraltar, um ab dem 17. in Liverpool überholt zu werden. Am 20. November verlegte die Laforey wieder nach Scapa Flow ein, um die neue Besatzung einzufahren. Am 7. Dezember verlegte sie mit der Lightning nach Greenock, um mit dem Konvoi KMF 5 bei sehr stürmischen Wetter nach Gibraltar und ins Mittelmeer nach Algier zu verlegen. Sie nahm ab dem 21. an den Rettungsoperationen teil, als die Strathallan (23772 BRT), das Schiff des Commodore des Konvois, vor der algerischen Küste torpediert wurde. Der brennende Transporter hatte 4408 britische und amerikanische Soldaten und 248 Krankenschwestern an Bord. Gleich nach dem Torpedotreffer hatte man mit der Evakuierung des Schiffes begonnen. Die Rettungsboote des Transporters mit 1300 Schiffbrüchigen schleppte der Zerstörer Verity nach Oran. Laforey versuchte die Strathallan, die durch in den Maschinenraum eindringendes Öl auch noch in Brand geriet, abzuschleppen und wurde vom Schlepper Restive unterstützt. Die noch an Bord befindlichen Soldaten übernahmen andere Zerstörer, u. a. Panther und Pathfinder. Lightning brachte die von ihr Geretteten schon am 22. in Oran an Land.
Am 23. kenterte der Transporter, nachdem auch die an Bord verbliebene Restbesatzung abgeborgen war und die Brände nicht mehr beherrschbar waren. Von den insgesamt 5122 Personen an Bord starben nur 16. Der Transporter war das zweitgrößte von einem deutschen U-Boot im Zweiten Weltkrieg versenkte Schiff.

#### 1943
Als die Laforey mit Lightning und Lookout am 1. Januar 1943 in Bône (heute Annaba) eintrafen, wurde sie Teil der dort stationierten Force Q zu der im Januar noch das Schwesterschiff Loyal trat. Zur Force Q gehörten die Kreuzer Ajax (wegen Bombenschäden nur bis zum 7. Januar), Aurora, Sirius und Dido sowie ab Mitte Januar auch Penelope. Der neue Stützpunkt war ein ständiges Ziel der Luftwaffen der Achsenmächte. Laforey musste am 6. Januar den brennenden Tanker British Metal versenken, der alle Schiffe im Hafen gefährdete.
Die Vorstöße der brit. Force Q von Bône mit den Kreuzern Aurora, Sirius, Dido und Penelope blieben zumeist erfolglos. Laforey und die Zerstörer ihrer Flottille nahmen zum Teil an diesen Vorstössen teil oder sie sicherten Transporte entlang der algerischen Küste. Bei einem der Vorstösse ging am 12. März 1943 die Lightning verloren, die nördlich von Bizerta durch ein deutsches Schnellboot torpediert wurde.
- siehe Das Ende der Lightning

Am 27. März beschossen die Zerstörer Laforey und die als Ersatz für die Lightning neu zugeteilte polnische Blyskawica Kap Serrat in Nordwest-Tunesien, um eine Landung vorzutäuschen. Am 21. April versenkten Laforey, Loyal und Lookout den deutschen Kriegstransporter KT 7 (850 BRT). In der Nacht zum 29. April griffen Laforey und Tartar bei Marettimo sechs deutsche S-Boote und ein U-Boot an. Ein Schnellboot sank, nachdem die Laforey es gerammt hatte, zwei weitere wurden schwer beschädigt, auch Laforey hatte Schäden am Vorschiff.

Während des Endkampfs der deutsch-italienischen Panzerarmee um Tunis versuchten kleine Gruppen sich nach Sizilien und Sardinien mit Kleinfahrzeugen abzusetzen. Die britischen Zerstörer der Force K aus Malta (Nubian, Paladin, Petard, Jervis) und der Force Q aus Bône (Laforey, Loyal, Tartar, Blyskawica) sowie etliche Hunt-Zerstörer versuchten dies ab dem 7. Mai durch eine enge Blockade zu unterbinden und nahmen rund 700 Mann gefangen. Am 9. Mai geriet die Laforey dabei in den Feuerbereich einer Küstenbatterie und erhielt einen Treffer im Maschinenraum. Neben dem Schaden wurden auch etliche Besatzungsangehörige schwer verletzt und der Zerstörer lief zu deren Versorgung und zur Reparatur Malta an.
Wieder einsatzbereit nahm Zerstörer im Juni an der Sicherung der alliierten Landung auf Pantelleria (Operation Corkscrew) teil und unterstützte die Landungstruppen durch Beschießung italienischer Stellungen. Dann verlegte der Zerstörer nach Alexandria, um Konvois für die geplante Alliierte Landung auf Sizilien (Operation Husky) in das zentrale Mittelmeer zu geleiten.

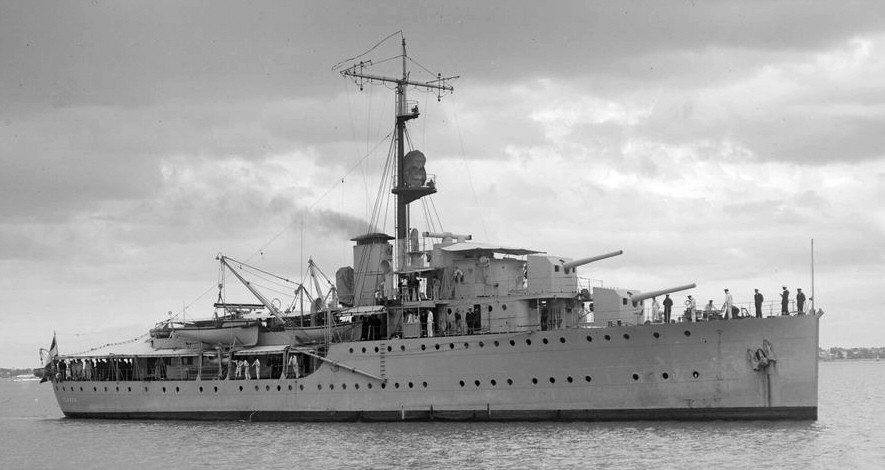
Das niederländische Kanonenboot Flores

Nach der Landung wurde der Zerstörer erneut zur Artillerieunterstützung der Truppen eingesetzt.
Am 15. August brachte die Laforey die britischen Oberbefehlshaber General Alexander, Air Marshal Coningham und Admiral Ramsey nach Augusta, um anschließend weiter nach U-Booten zu suchen oder bedarfsweise den Heerestruppen auf Sizilien Artillerieunterstützung zu geben. Bei der Beschießung feindlicher Stellungen war sie häufig zusammen mit den auch bei „Husky“ eingesetzten Schwesterschiffen Lookout und Loyal, den niederländischen Kanonenbooten Flores und Soemba und dem Kreuzer Newfoundland im Einsatz. 

Am 23. Juli jagten Laforey und Eclipse  das italienische U-Boot Ascianghi, das die Newfoundland torpediert hatte. Die Ascianghi feuerte zwei Torpedos auf die Laforey, die den Zerstörer verfehlten. Laforey und Eclipse liefen mit Wasserbomben fünf Angriffe gegen das U-Boot und zwangen es damit an die Oberfläche. Laforey feuerte sofort mit allen Waffen auf das Boot und versenkte es.
Auch bei der alliierten Landung bei Salerno (Operation Avalanche) bekämpfte die Laforey vorrangig Landziele. Dabei erhielt sie am 9. September fünf Treffer und hatte einem Toten und zwei Schwerverletzte zu beklagen. Dazu fiel ein Kesselraum aus, so dass sie einige Tage mit verminderter Geschwindigkeit im Einsatz blieb, ehe sie zur Reparatur nach Malta ging. Erst Ende Oktober war das Schiff wieder einsatzbereit.
Auch an der folgenden Landung bei Anzio (Operation Shingle) am 22. Januar 1944 gehörte Laforey mit der Loyal wieder zu den Unterstützungskräften.
Am 18. Februar 1944 beschoss Laforey mit der Mauritius Formia.

### Das Ende derLaforey
Am 29. März 1944 befand sich die Laforey mit zwei weiteren Zerstörern der „14th Destroyer Flotilla“ (Ulster, Tumult) auf einer routinemäßigen U-Boot-Suche nördlich von Sizilien, als die Ulster per Asdic ein U-Boot entdeckte. Die drei Zerstörer verfolgten das getauchte Boot und zwangen es nach mehreren Wasserbombenwürfen am frühen Morgen des 30. an die Oberfläche. Die Jäger, bei denen die Geleitzerstörer Hambledon, Blencathra und Wilton inzwischen die Ulster ersetzt hatten, nahmen U 223 sofort unter Feuer. Bevor das von Oblt.z.S. Peter Gerlach geführte Boot sank, konnte es noch einen Zaunkönig abschießen, der die Laforey traf. Der Flottillenführer sank sofort etwa 60 Seemeilen nordöstlich von Palermo, auf der Position 38º54'N, 14º18'E mit 182 Mann, darunter der Kommandant und Flottillenchef Captain Harold Thomas Armstrong.
Die Hambledon, Tumult und Blencathra konnten noch 65 Überlebende der Laforey retten und nahmen 27 Schiffbrüchige des U-Boots gefangen.